# Sedmihlásek malý
Sedmihlásek malý (Iduna caligata - dříve pod latinským jménem Hippolais caligata) je jedním ze sedmi evropských druhů sedmihlásků. Je to hmyzožravec. Hnízdí v otevřené krajině s keři a jinou vysokou vegetací, kde klade 3 až 4 vejce. Původní rozšíření druhu sahá od středního Ruska na východ až po Mongolsko a západní Čínu, zimuje v Indii. Na konci 20. století se začal šířit na západ. Začátkem září 2013 byl jeden jedinec odchycen na Červenohorském sedle v Hrubém Jeseníku.

## Popis
Na první pohled jde o malé ptáky velikostí mezi rákosníkem a budníčkem. Mají světle hnědou barvu. Nápadný je výrazný nadoční proužek sahající za oko, krátký přesah ručních letek a světlé lemy krajních rýdováků.

## Galerie

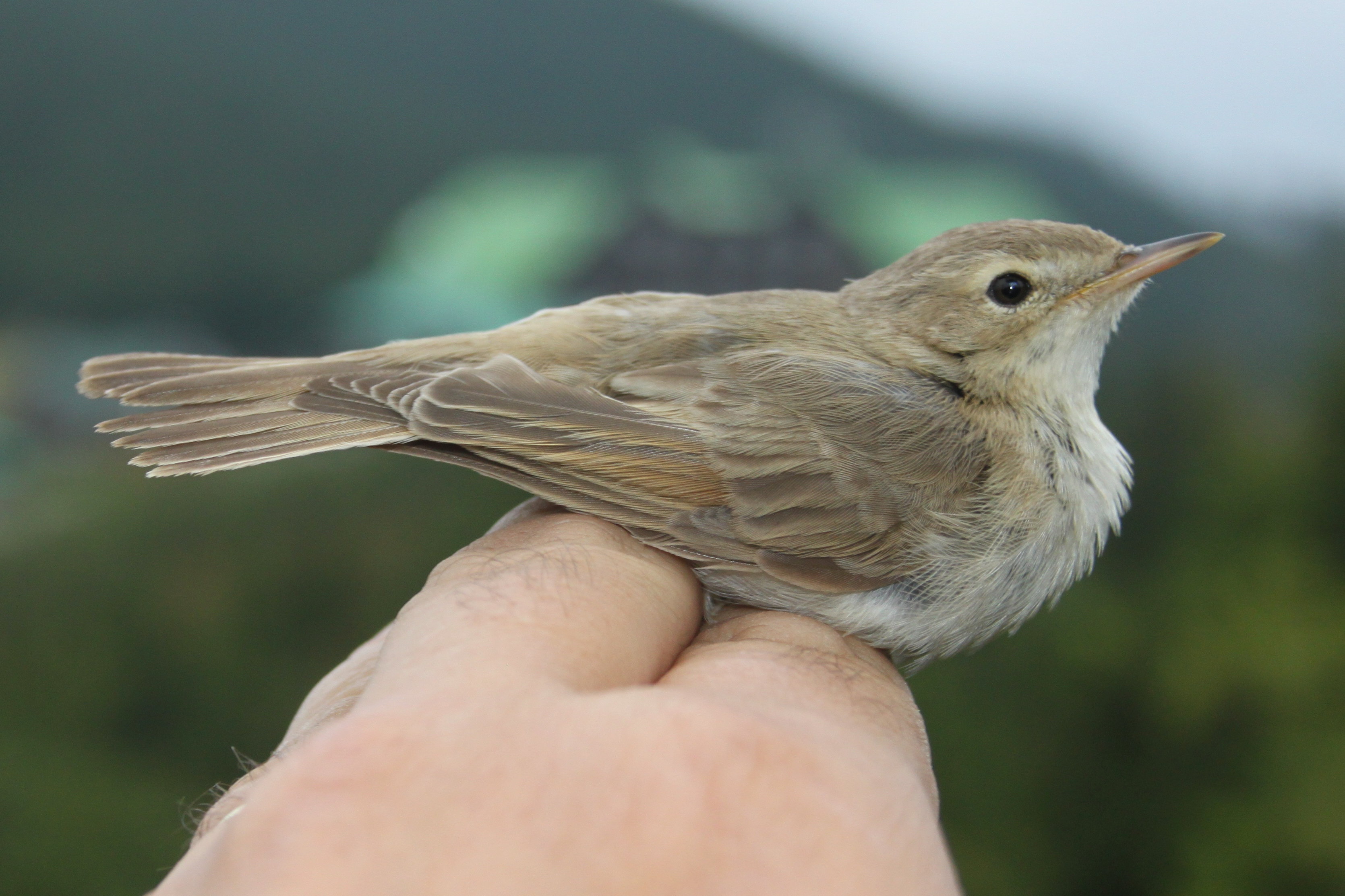
Sedmihlásek malý, kroužkovaný 4. září 2013 na Červenohorském sedle - první výskyt v ČR
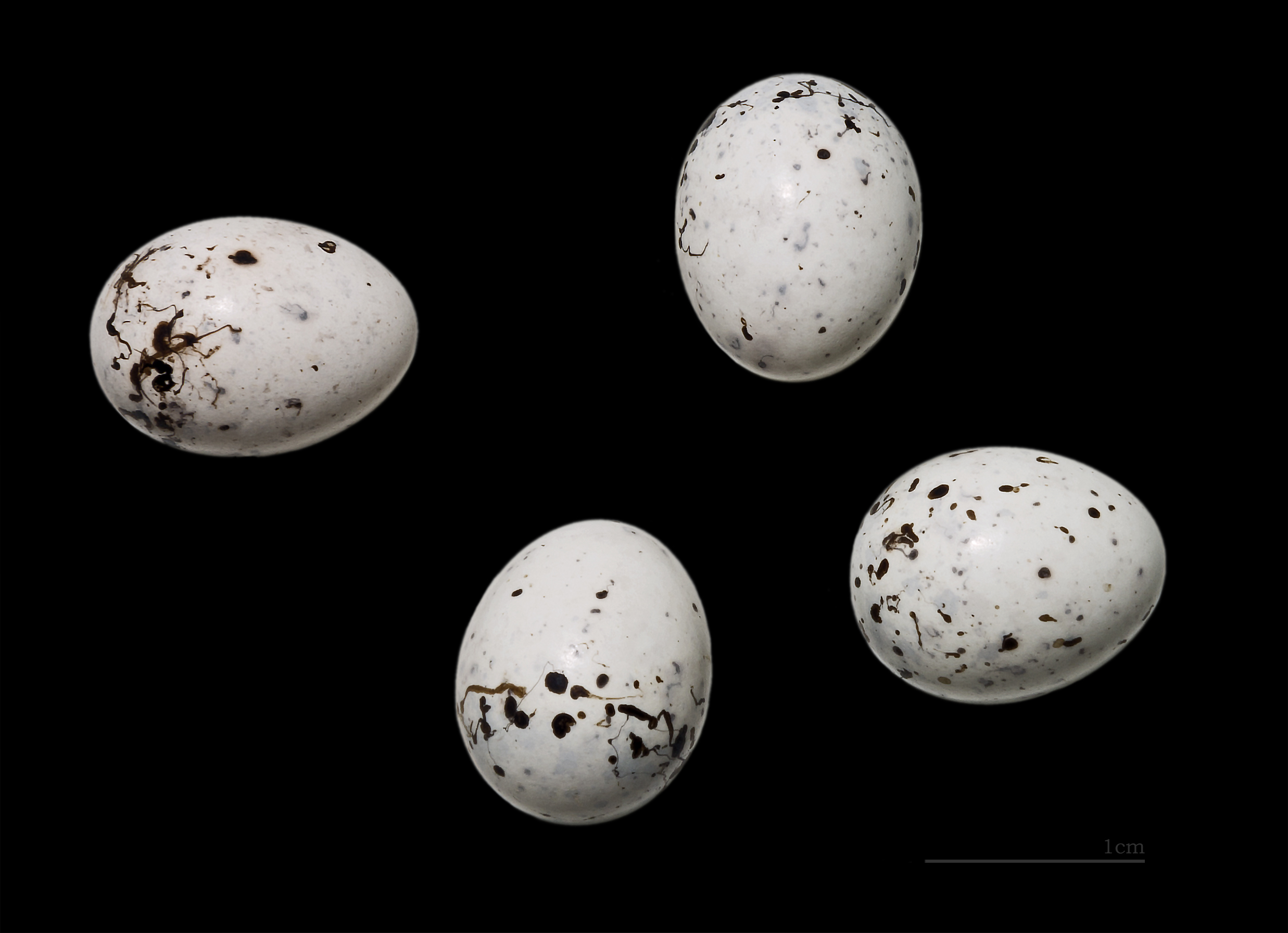
Iduna caligata